# 玛妮·麦克贝恩
玛妮·麦克贝恩（英語：Marnie McBean，1968年1月28日—），加拿大女子赛艇运动员。她曾代表加拿大参加1992年和1996年夏季奥林匹克运动会赛艇比赛，获得三枚金牌和一枚铜牌。